# Poco F7 Pro
O Poco F7 Pro é um smartphone topo de linha baseado em Android, desenvolvido pela Xiaomi e comercializado sob a submarca Poco. Anunciado em 27 de março de 2025, o aparelho é o sucessor direto do Poco F6 Pro e se posiciona como um "flagship killer" (em português, "matador de topo de linha"), focando em oferecer alto desempenho de processamento, tela de alta qualidade e bateria de longa duração a um preço competitivo.[carece de fontes?] Suas principais características incluem o chipset Snapdragon 8 Gen 3, uma tela Flow AMOLED com resolução WQHD+ e taxa de atualização adaptativa, uma bateria de 6000 mAh com carregamento rápido de 90W e uma política de atualizações de software de longa duração, prometendo quatro grandes versões do Android e seis anos de patches de segurança. O dispositivo foi projetado para atrair entusiastas de tecnologia e jogadores móveis que buscam o máximo de performance sem o custo associado aos smartphones premium tradicionais, continuando a filosofia da marca Poco de oferecer "tudo o que você precisa, nada do que você não precisa".

## Especificações técnicas

### Design e estrutura
O Poco F7 Pro apresenta uma construção considerada premium, com um painel frontal de vidro plano (Corning Gorilla Glass 7i), uma traseira de vidro com acabamento fosco aveludado, que utiliza um processo de microgravação a laser para ser resistente a impressões digitais, e uma moldura de alumínio de grau aeroespacial série 6. O design segue uma filosofia de bordas retas com cantos suavemente arredondados para melhorar a ergonomia durante o manuseio. O aparelho possui certificação IP68, garantindo resistência contra poeira e submersão em água doce a uma profundidade de até 1,5 metros por 30 minutos, um avanço significativo em relação à certificação IP54 de seu antecessor, o que o coloca em paridade com os principais flagships do mercado nesse quesito.[carece de fontes?]
Suas dimensões são 160.3 x 75 x 8.1 mm e seu peso é de 206 gramas. A distribuição de peso foi meticulosamente otimizada para oferecer um centro de gravidade equilibrado, o que é particularmente benéfico durante o uso em modo paisagem, como em sessões de jogos ou consumo de mídia. O smartphone foi lançado em três opções de cores com nomes inspirados no cosmos: Preto Cósmico (Cosmic Black), com um acabamento profundo e partículas sutis que brilham sob a luz; Azul Nebuloso (Nebula Blue), que apresenta um gradiente suave entre tons de azul e roxo; e Prata Estelar (Stellar Silver), com um acabamento metálico brilhante. O motor de vibração é um motor linear de eixo X de grande porte, que fornece feedback tátil preciso, nítido e com diferentes níveis de intensidade para notificações, digitação e, principalmente, em ações dentro de jogos compatíveis, melhorando a imersão.

### Plataforma e desempenho
O aparelho é equipado com o chipset Qualcomm Snapdragon 8 Gen 3, fabricado no avançado processo de 4 nanômetros (nó N4P) da TSMC, que oferece melhorias de eficiência energética em relação ao processo N4 anterior. A CPU é um processador de oito núcleos com uma arquitetura de 1+5+2: um núcleo principal Cortex-X4 de alta performance com clock de 3.3 GHz para tarefas de pico, cinco núcleos de performance Cortex-A720 (três operando a 3.2 GHz para picos de carga e dois a 3.0 GHz para tarefas sustentadas, visando um equilíbrio térmico) e dois núcleos de eficiência Cortex-A520 de 2.3 GHz para tarefas em segundo plano e baixo consumo de energia. Essa configuração heterogênea permite um gerenciamento inteligente de energia, alocando a tarefa certa para o núcleo certo. A unidade de processamento gráfico (GPU) é a Adreno 750, que oferece um salto de desempenho de cerca de 25% e uma melhoria de eficiência de 25% em relação à geração anterior. Ela introduz suporte completo para Ray Tracing acelerado por hardware com Iluminação Global (Global Illumination), possibilitando reflexos, sombras e iluminação muito mais realistas em jogos compatíveis.
O dispositivo está disponível com 12 GB ou 16 GB de memória RAM LPDDR5X, operando a uma frequência de 8533 MHz em uma arquitetura de quatro canais, o que garante multitarefa fluida e carregamento rápido de aplicativos pesados. As opções de armazenamento interno são de 256 GB, 512 GB ou 1 TB no padrão UFS 4.1, que oferece velocidades de leitura sequencial de até 4.200 MB/s e de escrita de até 2.800 MB/s. Ele também incorpora tecnologias como Write Booster e Host Performance Booster para acelerar o início de aplicativos e o carregamento de dados. O armazenamento não é expansível via cartão de memória.

## Recepção

### Críticas positivas
O desempenho do Snapdragon 8 Gen 3 foi o ponto de maior destaque. O site Trusted Reviews afirmou que "o F7 Pro não faz concessões em performance, entregando uma experiência de nível flagship em jogos e tarefas pesadas, superando dispositivos que custam o dobro. O sistema de refrigeração realmente funciona, mantendo o throttling sob controle". A tela WQHD+ com tecnologia LTPO e brilho de pico de 3200 nits também foi amplamente elogiada por sua nitidez, fluidez e cores vibrantes. O canal de tecnologia Android Authority a chamou de "uma das melhores telas que você encontrará em qualquer smartphone, independentemente do preço". A bateria de 6000 mAh foi outro ponto forte, com muitos testes confirmando uma autonomia excepcional, e o carregador de 90W incluído na maioria das caixas foi visto como uma conveniência bem-vinda. A política de atualizações de software de longo prazo (4 versões de OS e 6 anos de segurança) foi considerada um grande avanço para a marca Poco, aumentando o valor do dispositivo a longo prazo e respondendo a uma demanda crescente dos consumidores.

### Críticas negativas e pontos a melhorar
As principais críticas foram direcionadas ao conjunto de câmeras secundárias. A câmera ultrawide de 8 MP foi frequentemente descrita como "básica", "mediana" ou "apenas decente", não acompanhando a alta qualidade do sensor principal. O GSMArena notou que "há uma queda perceptível em detalhes e uma mudança de cor visível ao alternar da câmera principal para a ultrawide, especialmente em condições de pouca luz. A falta de uma lente telefoto também é sentida quando se compara com flagships mais caros".[carece de fontes?] Alguns usuários e analistas também relataram que, apesar do sistema de refrigeração avançado, o aparelho pode aquecer de forma notável na área próxima ao módulo de câmeras durante sessões prolongadas de jogos com gráficos no máximo, embora sem causar throttling (redução de desempenho) severo.
Outros pontos negativos citados por alguns veículos foram a ausência de suporte para eSIM, uma funcionalidade cada vez mais comum em smartphones topo de linha, e a falta de um carregador incluído na caixa em alguns mercados da União Europeia, em conformidade com as regulamentações locais, o que gerou alguma controvérsia entre os consumidores que precisaram adquiri-lo separadamente para usufruir da velocidade máxima de carregamento. A presença de alguns aplicativos pré-instalados (bloatware) no HyperOS, embora menor que em gerações anteriores da MIUI, também foi mencionada como um pequeno incômodo que requer desinstalação manual por parte do usuário.